# Marija Leiko

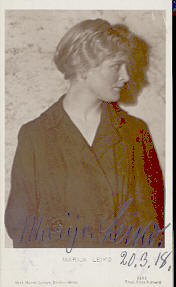
Marija Leiko

Marija Leiko (auch bekannt als Marija Leyko oder Maria Leyko; * 14. August 1887 in Riga; † 3. Februar 1938 in Moskau) war eine lettische Theater- und Film-Schauspielerin.

## Leben
Mit ihrem Lebensgefährten, dem Schauspieler und späteren Regisseur Johannes Guter, und ihrer 1908 geborenen Tochter Nora floh sie 1909, da sie des Trotzkismus verdächtigt wurde, aus dem zaristischen Russland nach Westeuropa. In Wien erhielt sie ein Stipendium vom Burgtheater; ihr erstes Engagement als Schauspielerin trat sie 1911 am Neuen Theater in Frankfurt am Main an. Später spielte sie in Leipzig und wieder in Frankfurt. Seit 1917 lebte sie in Berlin und agierte an den Reinhardt-Bühnen. Gastspiele führten sie unter anderem nach München, wo sie in Heinrich Manns Theaterstück Madame Legros zu sehen war. 1920 trat sie in ihrer Heimatstadt Riga auf. Zu ihren Theaterrollen gehörten die Titelfigur der Nora sowie die Ophelia in Hamlet.
Ihr Filmdebüt gab sie im Alter von dreißig Jahren in dem Krimi Die Diamantenstiftung unter Guters Regie. Bekanntheit erlangte sie als Tänzerin und Hauptdarstellerin in den deutschen Filmen Kain (1918), Ewiger Strom (1919), Die Frau im Käfig (1919) und vor allem Lola Montez (1919). In den 1920er Jahren trat sie immer mehr in den Hintergrund. Mit dem Ende der Stummfilmära zog sie sich vom Film zurück und widmete sich dem Theater.
Nach der NS-Machtergreifung 1933 lebte Leiko wieder in Riga, wo 1934 ihr gemeinsam mit Austra Ozoliņa verfasstes „Napoleon-Drama in 5 Aufzüge und einem Epilog“ Marija Vaļevska (Maria Walewska) im Verlag A. Gulbis erschien. Nach dem Tod ihrer Tochter im Jahr 1935 reiste Marija Leiko nach Tiflis, um ihre Enkeltochter zu sich zu holen. Auf dem Rückweg wurde sie in Moskau von Freunden überredet, für einige Spielzeiten am Moskauer lettischen Theater „Skatuve“ (Die Bühne) zu gastieren. Während des Großen Terrors wurde sie dort verhaftet und 1938 durch das NKWD auf dem Butowo-Poligon erschossen; sie war der Zugehörigkeit zu einer konterrevolutionären nationalistischen lettischen faschistischen Organisation bezichtigt worden. 1957 erfolgte ihre Rehabilitation.

## Filmografie
- 1917: Die Diamantenstiftung
- 1918: Das Frühlingslied
- 1918: Die Vase der Semiramis, Regie: Willy Grunwald[1]
- 1918: Die Brüder von Zaarden
- 1918/19: Kain (4 Teile)
- 1919: Lola Montez, 2. Teil: Am Hofe Ludwigs I. von Bayern
- 1919: Die Frau im Käfig
- 1919: Freie Liebe
- 1919: Satanas
- 1919: Ewiger Strom
- 1920: Die Kwannon von Okadera
- 1921: Die rote Redoute
- 1921: Brandherd
- 1921: Am Webstuhl der Zeit
- 1921: Das Opfer der Ellen Larsen
- 1921: Die Furcht vor dem Weibe
- 1921: Die Frau von morgen
- 1921: Die Ratten
- 1921: Kinder der Finsternis, 1. Teil: Der Mann aus Neapel
- 1922: Kinder der Finsternis, 2. Teil: Kämpfende Welten
- 1922: Versunkene Welten
- 1922: Die Schneiderkomtess
- 1923: Der Schatz der Gesine Jakobsen
- 1923: Der Frauenkönig
- 1924: Dr. Wislizenus
- 1925: Aufstieg der kleinen Lilian
- 1927: Am Rüdesheimer Schloß steht eine Linde
- 1928: Die Rothausgasse
- 1928: Die Räuberbande